# كريس كوين
كريس كوين (بالإنجليزية: Chris Quinn)‏ مواليد 27 سبتمبر 1983 في نيو أورلينز، هو لاعب كرة سلة أمريكي معتزل أصبح مدرباً بدأ مسيرته الاحترافية في سنة 2006 وهو مدرب مساعد لفريق ميامي هيت في الرابطة الوطنية لكرة السلة. يبلغ طوله 6 قدم 2 بوصة (1.9 م). اعتزل اللعب في 2013.

## فرق لعب لها
- ميامي هيت
- بروكلين نتس
- سان أنطونيو سبرز
- خيمكي
- فالنسيا باسكت
- كليفلاند كافالييرز

## إحصائيات المسيرة

### الموسم الاعتيادي
| السنة   | الفريق             | لعب | بدأ | دقيقة | ميداني% | ثلاثية | حرة   | ارتداد | صنع | استلاب | تصدي | نقطة |
| ------- | ------------------ | --- | --- | ----- | ------- | ------ | ----- | ------ | --- | ------ | ---- | ---- |
| 2006–07 | ميامي هيت          | 42  | 1   | 9.7   | .366    | .351   | .676  | .7     | 1.5 | .4     | .0   | 3.4  |
| 2007–08 | ميامي هيت          | 60  | 25  | 22.3  | .424    | .403   | .867  | 2.0    | 3.0 | .8     | .1   | 7.8  |
| 2008–09 | ميامي هيت          | 66  | 0   | 14.6  | .408    | .409   | .810  | 1.1    | 2.0 | .4     | .0   | 5.1  |
| 2009–10 | بروكلين نتس        | 25  | 0   | 8.9   | .357    | .313   | 1.000 | .6     | 1.2 | .4     | .0   | 2.2  |
| 2010–11 | سان أنطونيو سبرز   | 41  | 0   | 7.1   | .363    | .297   | .500  | .6     | 1.0 | .1     | .0   | 2.0  |
| 2012–13 | كليفلاند كافالييرز | 7   | 0   | 11.1  | .250    | .000   | 1.000 | .3     | 1.3 | .4     | .0   | 1.4  |
| المسيرة |                    | 241 | 26  | 13.7  | .399    | .377   | .809  | 1.1    | 1.9 | .4     | .0   | 4.5  |

### التصفيات
| السنة   | الفريق    | لعب | بدأ | دقيقة | ميداني% | ثلاثية | حرة   | ارتداد | صنع | استلاب | تصدي | نقطة |
| ------- | --------- | --- | --- | ----- | ------- | ------ | ----- | ------ | --- | ------ | ---- | ---- |
| 2009    | ميامي هيت | 5   | 0   | 4.8   | .429    | .000   | 1.000 | .2     | 1.0 | .4     | .0   | 1.6  |
| المسيرة |           | 5   | 0   | 4.8   | .429    | .000   | 1.000 | .2     | 1.0 | .4     | .0   | 1.6  |

## روابط خارجية
- كريس كوين على موقع إن بي أي (الإنجليزية)
- كريس كوين على موقع سبورتس رفرنس (الإنجليزية)
- كريس كوين على موقع الدوري الإسباني لكرة السلة (الإسبانية)
- كريس كوين على موقع كرة السلة الأوروبية.كوم (الإنجليزية)
- كريس كوين على موقع إي إس بي إن.كوم (الإنجليزية)
- كريس كوين على موقع كلية كرة السلة في سبورتس رفرنس.كوم (الإنجليزية)
- كريس كوين على موقع ريلجم (الإنجليزية)
- كريس كوين على موقع بروبوليرز (الإنجليزية)
- كريس كوين على موقع سبورتس رفرنس (الإنجليزية)
- كريس كوين على موقع سبورتس رفرنس (الإنجليزية)